# Austroargiolestes amabilis
Austroargiolestes amabilis är en trollsländeart som först beskrevs av W. Foerster 1899.  Austroargiolestes amabilis ingår i släktet Austroargiolestes och familjen Megapodagrionidae. Inga underarter finns listade i Catalogue of Life.

## Bildgalleri

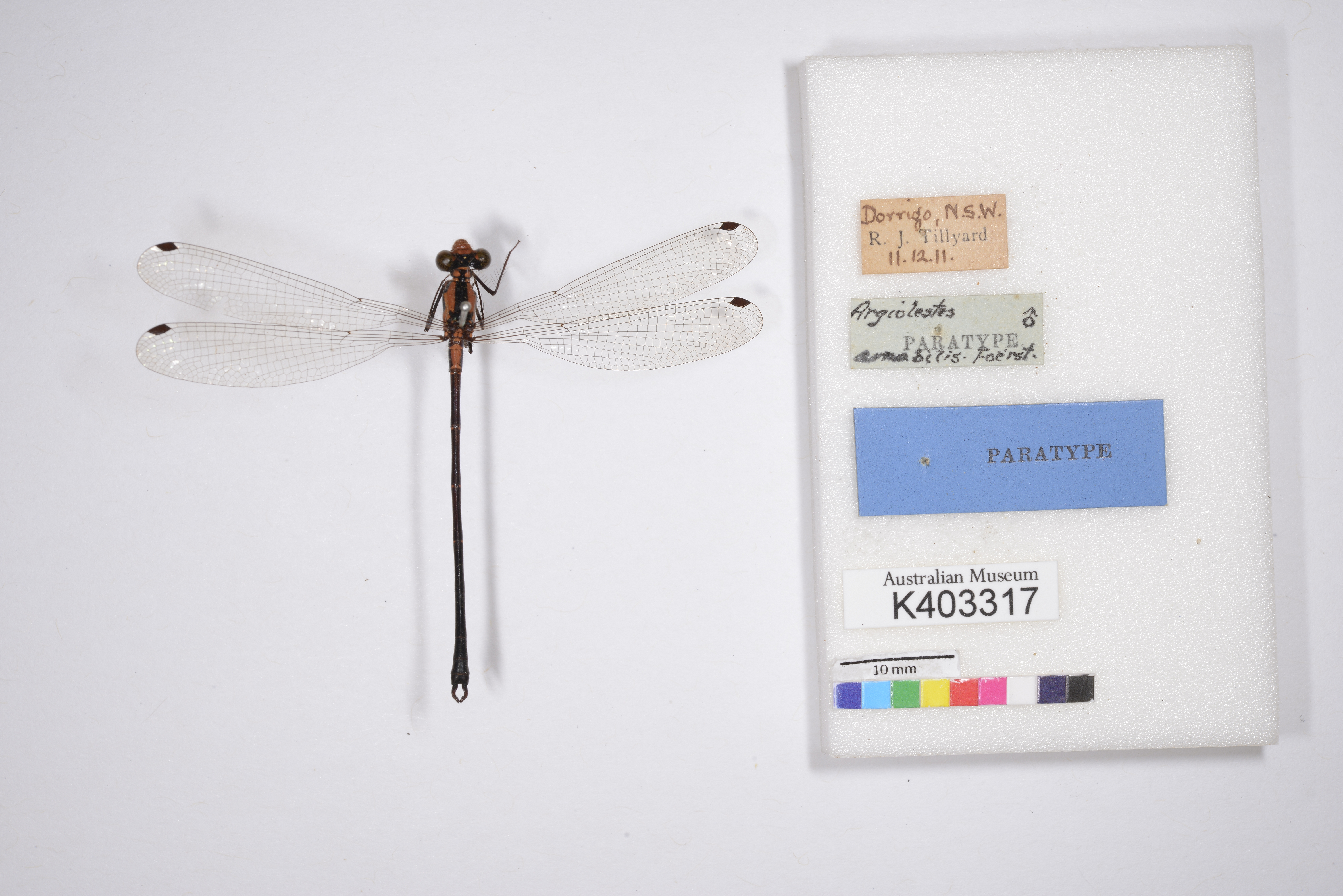